# Benjamín Julián Andrés
Svatý Benjamín Julián Andrés rodným jménem Vicente Alonso (7. října 1908, Jaramillo de la Fuente – 9. října 1934, Turón) byl španělský římskokatolický řeholník Kongregace školských bratří a mučedník.

## Život
Narodil se 7. října 1908 v Jaramillo de la Fuente. Když mu bylo 12 let vstoupil do juniorátu Kongregace školských bratří v Bujedu. Své první sliby složil 15. května 1926 a věčné sliby 30. srpna 1933. Ve výuce měl problémy ale jeho pevná vůle vše vyřešila.
Ze Svatého Jakuba v Compostelle byl převeden do Turónu. Během léta 1934 se s ostatními bratry kongregace patřící do Severní části Španělska zúčastnil ústupu na Valladolid a to mu přineslo mučednictví. Dne 9. října 1934 byl se svými 8 spolubratry zavražděn.

## Úcta
Dne 5. října 1944 byl v diecézi Oviedo zahájen jejich proces svatořečení jeho a dalších osmi turónských mučedníků.
Dne 7. září 1989 uznal papež sv. Jan Pavel II. jejich mučednictví. Blahořečeni byli 29. dubna 1990.
Dne 21. prosince 1998 uznal papež sv. Jan Pavel II. zázrak uzdravení na jejich přímluvu. Svatořečeni byli 21. listopadu 1999.